# 赫尔穆特·雷克纳格尔

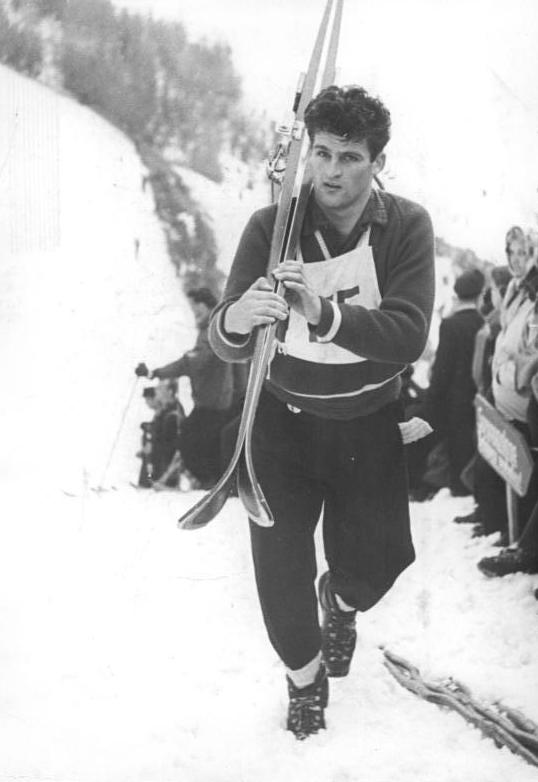
赫尔穆特·雷克纳格尔 (1965年)

赫尔穆特·雷克纳格尔（德語：Helmut Recknagel，1937年3月20日—），德国男子跳台滑雪运动员。他曾代表东德和德国联队参加1960年和1964年冬季奥林匹克运动会跳台滑雪比赛，获得一枚金牌。